# Akio Otsuka
Akio Ohtsuka (大塚 明夫, Ōtsuka Akio, Shinjuku, 24 de novembro de 1959) é um seiyuu japonês da área metropolitana de Tóquio, afiliado com a Mausu Promotion. Ele possui 1,82 m de altura, 73 quilos e seu tipo sanguíneo é B. Ele casou-se com a seiyuu Yōko Sōmi em 11 de fevereiro de 2005. Seu pai, outro seiyuu, é Chikao Ōtsuka.
A qualidade adstringente e calma de sua voz lhe proporcionou vários papéis em filmes, dublagem, animações e jogos eletrônicos. Ele é melhor conhecido por sua dublagem dos personagens Black Jack (Black Jack), Solid Snake (Metal Gear Solid), Shunsui Kyouraku (Bleach), Lieutenant Garuru (Sgt. Frog) Gwendal von Voltaire (Kyo Kara Maoh!), Batou (Ghost in the Shell) séries e filmes, Barba Negra (One Piece) e Anavel Gato (Mobile Suit Gundam 0083: Stardust Memory).

## Animes
- Agatha Christie's Great Detectives Poirot and Marple (Cedric)
- Animaniacs (Bobby dos Penas Boas)
- Ashita no Nadja (Jose Rodriguez)
- Asobotto Senki Gokū (GK)
- Astro Boy (Pluto)
- Baka to Test to Shōkanjū (Soichi Nishimura)
- Black Jack (Black Jack)
- Boku no Hero Academia (All for One)
- Bleach (Shunsui Kyōraku)
- Blue Seed (Daitetsu Kunikida)
- Canaan (Shamu)
- Clamp School Detectives (Gitei)
- Cowboy Bebop (Whitney Hagas Matsumoto (15.º episódio))
- Coyote Ragtime Show (Mister)
- Cyborg 009: The Cyborg Soldier (005/Geronimo Junior)
- Detective Conan (Inspector's Sango and Jugo Yokomizo)
- Devil May Cry (Morisson)
- El Cazador de la Bruja (Sanchez)
- Full Metal Panic! series (Andrei Sergeivich Kalinin)
- Fushigi no Umi no Nadia (Captain Nemo)
- Gakkō no Kaidan (Aima)
- GeGeGe no Kitarō (fifth series) (Gengorō (81st episode))
- Ginga Tetsudō Monogatari series (Schwanhelt Bulge)
- Gintama (Saizō)
- Golgo 13 (Degunā (45th episode))
- Hakugei Densetsu (Ahab Ishmael)
- Hajime no Ippo (Brian Hawk)
- Itazura na Kiss (Sudō-senpai)
- Inuyasha (Inu no Taishō)
- Kaitō Saint Tail (Tomoki Hichō)
- Karakurizōshi Ayatsuri Sakon (Kokki Oki)
- Kaze no Shōjō Emily (Mister Carpenter)
- Keroro Gunsō (Lieutenant Garuru)
- Kenichi: The Mightiest Disciple (Isshinsai Ogata)
- Kidō Keisatsu Patlabor (Tsutomo Gomioka, manager, pilot, others)
- Kidō Senkan Nadeshiko (Kōichirō Misumaru)
- Kindaichi Shōnen no Jikenbo (Reo Horinōchi)
- Kōkaku Kidōtai (Batō)
- Jungle Taitei (Tategami no Jō (17th episode), John (31st episode), others)
- Juuni Senshi Bakuretsu Eto Ranger (Eibabu)
- Kurogane Communication (Hōnī)
- Kyō Kara Maō! series (Gwendal von Voltaire)
- L/R: Licensed by Royalty (Mister)
- Montana Jones (Montana Jones)
- Naruto Shippuden (Chiriku)
- NG Knight Lamune & 40 (King Sukasshā)
- One Piece (Marshall D. Teach (Kurohige - Barba Negra), Captão Joke)
- Onegai My Melody (Kuromi's Father, Teacher, Mr. Goat)
- Sakigake!! Cromartie Kōkō (Narrator (25.º episódio))
- Samurai Champloo (Okuru)
- Sci-Fi Harry (Mick)
- Seikai no Senki (Samson)
- Senjō no Valkyria -Valkyria Chronicles- (Radi Jaeger)
- Shijō Saikyō no Deshi Ken'ichi (Isshinsai Ogata Kensei)
- Shin Kidō Senki Gundam Wing (Narrator, Foreign Affairs Vice-Minister Darlian)
- Shin Megami Tensei D Children: Light & Dark (Watcher)
- Shippū! Iron Leaguer (Wild Hawk)
- Skull Man (Sirks 05)
- Slayers Revolution (Wizer)
- Soreike! Anpanman (Nomikoto Inarizushi, Nigauriman, Naganegiman/Negīoji-san)
- Spider-Man: The New Animated Series (Doctor Curt Connors/The Lizard)
- Steam Detectives (Night of Phantom)
- Stratos 4 (Inquisitor Tsukino)
- Street Fighter II V (Narrator, Chief Barrac, head investigator)
- Super Fisher Grander Musashi and Musashi The Great (Chizuru's father)
- Superior Defender Gundam Force (Professor Gerbera, Madnug)
- Suzumiya Haruhi no Yūutsu (Arakawa)
- Taiho Shichauzo (Ōta)
- Tanoshī Moomin Ikka (Moomin's Papa)
- Taiyō no Mokushiroku (Yanagi)
- Time Travel Tondekeman (Commanding officer)
- Trigun (Rai-Dei the Blade)
- Ultraviolet: Code 044 (Sakuza)
- Kyūketsuki Miyu (Yōichi Ōshima, ogre magician)
- Wolf's Rain (Migrating man)
- Yomu to Tsuyokunaru Yokozuna Manga: Ō Harimanada (Harimanada)

## OVA
- 3x3 Eyes (Benares)
- Agent Aika (Gozo Aida)
- Alcatraz Connection (Andy)
- Black Jack: Clinical Chart (Black Jack)
- Blue Seed (Daitetsu Kunikida)
- Case Closed (Inspector Yokomizo)
- Chūka Ichiban (Chōyu)
- Dogs: Bullets & Carnage (Mihai)
- Ergo Proxy (J.J. (11th episode))
- Flame of Recca (Kai)
- George and Martha (Anton the Giraffe)
- Hyper Police (Batanen Fujioka)
- Kinnikuman Nisei (The Cyborg)
- Magic Knight Rayearth (Windom)
- Magic User's Club (Minowa Minoru)
- Mahōjin Guru Guru (Fairy Saiko)
- Mobile Suit Gundam 0083: Stardust Memory (Anavel Gato)
- Monster (Milan Korāshu)
- Neo Ranga (Seigo Hasegawa)
- Night Warriors: Darkstalkers' Revenge/Vampire Hunter: The Animated Series (Demitri Maximoff)
- Ninku (Shiu)
- Phoenix (Patriarch)
- PoPoLoCrois (King Bieto, Gamigami)
- Ray the Animation (Black Jack)
- Rurouni Kenshin (Kurogasa)
- Saint Seiya (Hades)
- Steal Napoleon's Dictionary! (Makkuram)
- Tenchi Muyo! Ryo-Ohki (Azusa Jurai)
- The Snow Queen  (The Avatar of the Wind)
- The Vision of Escaflowne (King Goau)

## Tokusatsu
- Ultraman Powered (Ultraman Powered)
- Chōriki Sentai Ohranger (Bara Revenger)
- Denji Sentai Megaranger (Canary Nejilar)
- Seijuu Sentai Gingaman (Zakkasu)
- Kyuukyuu Sentai GoGo-V (Thanatos)
- Mahou Sentai Magiranger (Dagon)
- Uchu Sentai Kyuranger

(Champ/Ouji Black)

## Theater animation
- Black Jack: The Movie (Black Jack)
- Detective Conan: The Private Eyes' Requiem (Inspector Yokomizo)
- Fist of the North Star: The Legends of the True Savior series  (Souther)
- Ghost in the Shell (Batou)
- Ghost in the Shell 2: Innocence (Batou)
- Ghost in the Shell: S.A.C. Solid State Society (Batou)
- Gundam Wing: Endless Waltz (Narrator)
- Howl's Moving Castle (Kokuô)
- Inuyasha the Movie 3: Swords of an Honorable Ruler (Inu no Taisho)
- Majo no Takkyūbin (Dirigible Captain)
- Kinnikuman Nisei (The Cyborg)
- Naruto the Movie 3: The Animal Riot of Crescent Moon Island (Michiru Tsuki)
- One Piece the Movie: Omatsuri Danshaku to Himitsu no Shima (Baron Omatsuri)
- Paprika (Detective Konakawa Toshimi)
- Porco Rosso (Donald Curtis)
- Tekken: The Motion Picture (Jack 2/Narrator)
- Tokyo Godfathers (Doctor)
- Sword of the Stranger (Shougen)
- Vexille (Saito)

## Video games
- Another Century's Episode 2 - Anavel Gato
- Ape Escape 3 (Pipo Snake/Solid Snake in Japanese version)
- Atelier Rorona (Gio)
- Ayakashi Ninden Kunoichiban (Juzen Hagakure)
- Boktai (Otenko)
- Castlevania: Lords of Shadow (Pan)
- Death Stranding (Die-Hardman)
- Dissidia: Final Fantasy (Judge Gabranth)
- Enemy Zero (David Barnard)
- Final Fantasy XII (Judge Gabranth)
- Final Fantasy XIV (Gaius Van Baelsar)
- Genji: Dawn of the Samurai (Benkei Musahibo)
- Kingdom Hearts (Ansem)
- Kingdom Hearts: Chain of Memories (Ansem)
- Kingdom Hearts II (Xehanort)
- Kingdom Hearts Re:Chain of Memories (Ansem)
- Kingdom Hearts 358/2 Days (Ansem)
- Kingdom Hearts Birth by Sleep (Terra-Xehanort)
- Lunar: Silver Star Story Complete (Laike Bogard and Dyne)
- Metal Gear Solid (Solid Snake)
- Metal Gear Solid 2: Sons of Liberty (Solid Snake and Solidus Snake)
- Metal Gear Solid 3: Snake Eater (Naked Snake)
- Metal Gear Solid: Portable Ops (Naked Snake)
- Metal Gear Solid: Peace Walker (Naked Snake)
- Metal Gear Solid 4: Guns of the Patriots (Old Snake, Motion Capture actor for Big Boss)
- Metal Gear Solid V: Ground Zeroes (Big Boss)
- Metal Gear Solid V: The Phantom Pain (Big Boss, Venom Snake)
- The Last Blade (Hyo Amano)
- Onimusha (Oda Nobunaga/ Fortinbras)
- Namco x Capcom (Unknown Soldier 1P)
- Night Trap Lt. Simms (Japanese Version)
- Project Justice (Daigo Kazama)
- Samurai Shodown 6 (Gaoh/Demon Gaoh)
- Samurai Warriors: Xtreme Legends (Tadakatsu Honda)
- Soulcalibur II (Spawn)
- Street Fighter IV (Seth)
- Super Smash Bros. Brawl (Solid Snake)
- Super Street Fighter IV (Seth)
- Tales of Symphonia (Regal Bryant)
- Tales of Symphonia: Dawn of the New World (Regal Bryant)
- Time Crisis 4 (William Rush)
- Valkyria Chronicles (Radi Jaeger)
- Yakuza 3 (Ryuzo Tamiya)

## Produções Estrangeiras
- The Animatrix (Thadeus)
- Avalon (Bishop)
- Bad Boys (Mike Lowrey)
- Balto (Steele)
- Bionicle (Tahu, Lhikan)
- Blade series (Blade)
- Con Air (Cameron Poe) - Nicholas Cage
- O Tigre e o Dragão (Li Mu Bai)
- Dallas (John Ross "J.R." Ewing, Jr.)
- Darkwing Duck (Launchpad McQuack)
- Desperado (El Mariachi)
- Die Hard (Karl)
- Die Hard 2 (Major Grant)
- Dragonheart (Bowen)
- D-Tox (Jake Malloy)
- DuckTales (Launchpad McQuack)
- Plantão Médico (série) (Peter Benton)
- Executive Decision (Lieutenant Colonel Austin Travis)
- Erin Brockovich (George)
- Four Rooms (Man)
- The Gift (Donnie Barksdale)
- Gone with the Wind (Rhett Butler)
- Gone in 60 Seconds (Randall Raines)
- Iron Man (Iron Man/Tony Stark)
- K-19: The Widowmaker (Polenin)
- Hard Target (Chance Boudreaux)
- Léon (Léon)
- Lord of War (Yuri Orlov)
- The Mask of Zorro (Zorro)
- Money Train (John)
- Pearl Harbor (Commander Minoru Genda)
- Point Break (Bodhi)
- Pulp Fiction (Jules Winfield)
- The Professional (Leon)
- The Replacement Killers (John Lee)
- Star Trek: The Next Generation (William T. Riker)
- S.W.A.T. (Hondo)
- Taxi series (Daniel)
- Todd McFarlane's Spawn (Spawn/Al Simmons)
- A Touch of Frost (TV series) (DI Jack Frost)
- Transformers: Revenge of the Fallen (Sideswipe)
- Twin Peaks (Leo Johnson)
- Twin Peaks: Fire Walk with Me (Chester Desmond)
- Ultraman: The Ultimate Hero (Ultraman Powered)
- Under Siege (Casey Ryback)
- Dublador Japonês de Mel Gibson
- Star Wars (Han Solo)
- Watchmen (The Comedian)